# První portugalská republika
První portugalská republika (portugalsky: Primeira República Portuguesa; oficiálně: República Portuguesa, Portugalská republika) zahrnuje složité 16leté období v historii Portugalska, mezi koncem období konstituční monarchie poznamenané revolucí 5. října 1910 a 28. května 1926 státním převratem. Posledně jmenované hnutí zavedlo vojenskou diktaturu známou jako Ditadura Nacional (Národní Diktatura), kterou následoval korporativistický režim Estado Novo (Nový Stát) Antónia de Oliveira Salazara.
Šestnáct let první republiky vedlo postupně devět prezidentů a 44 ministerstev a bylo spíše přechodem mezi Portugalským královstvím a Estado Novo než koherentním obdobím vládnutí.

## Náboženství

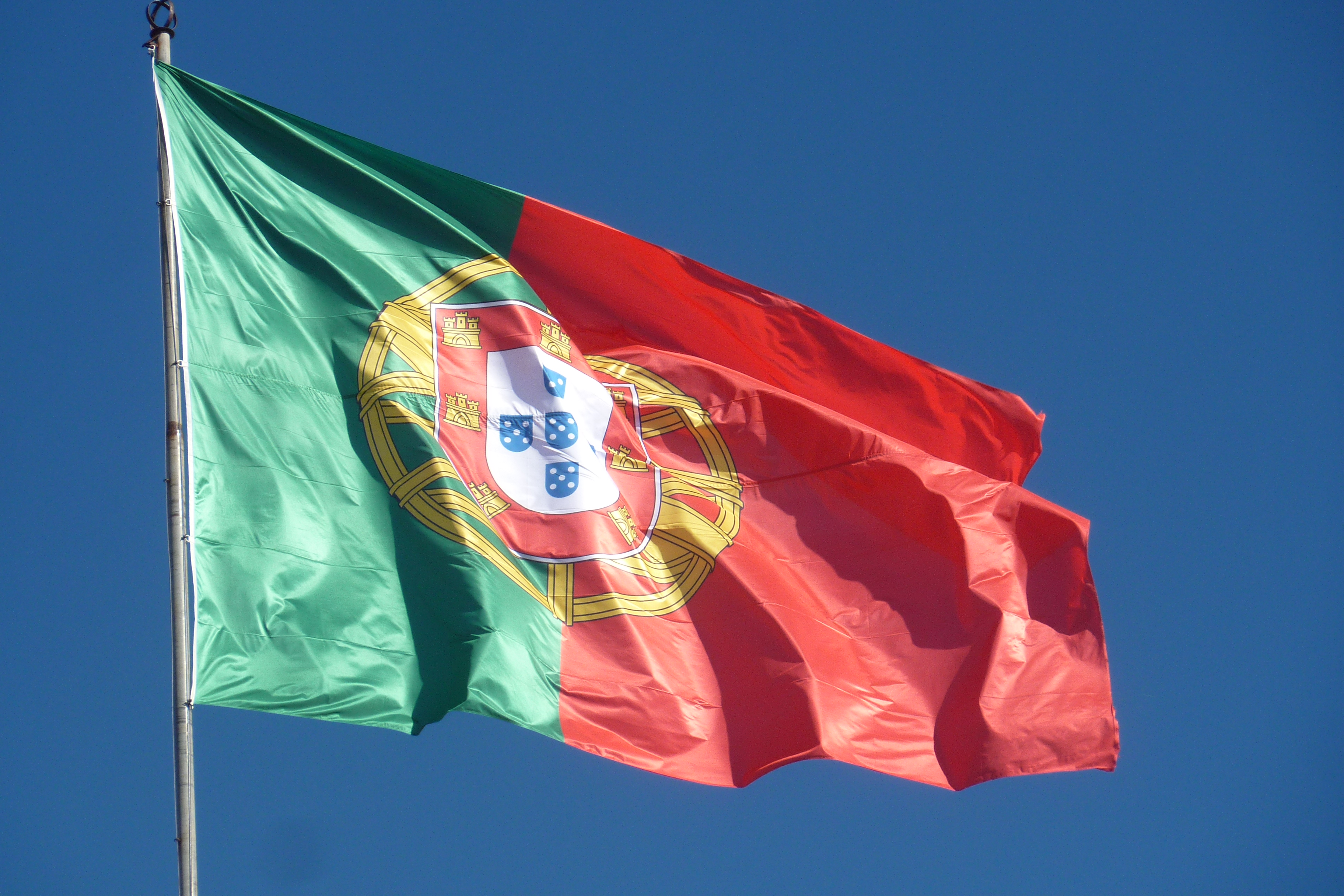
Současná portugalská vlajka pochází z první republiky.

První republika byla silně antiklerikální. Historik Stanley Payne zdůrazňuje: "Většina republikánů zaujala stanovisko, že katolicismus je nepřítel číslo jedna individualistického radikalismu střední třídy a musí být zcela zlomen jako zdroj vlivu v Portugalsku." Pod vedením Afonsa Costy, ministra spravedlnosti, revoluce okamžitě zamířila na katolickou církev; prozatímní vláda začala i přes katastrofální ekonomickou situaci věnovat veškerou svou pozornost protináboženské politice. 8. října byly náboženské řády v Portugalsku vypovězeny a jejich majetek byl zabaven. 10. října – pět dní po vzniku republiky – nová vláda rozhodla, že všechny kláštery a řeholní řády mají být potlačeny. Všichni obyvatelé náboženských institucí byli vyhnáni a jejich majetky zabaveny. Jezuité byli nuceni ztratit své portugalské občanství. V rychlém sledu na sebe navazovala řada protikatolických zákonů a dekretů. 3. listopadu byl přijat zákon legalizující rozvod a poté zákony, které uznávaly legitimitu dětí narozených mimo manželství, povolovaly kremaci, sekularizovaly hřbitovy, potlačovaly náboženské vyučování ve školách a zakazovaly nošení sutany. Kromě toho bylo vyzvánění kostelních zvonů na znamení doby bohoslužeb podrobeno jistým omezením a bylo potlačeno veřejné slavení náboženských svátků. Do chodu seminářů zasahovala i vláda, která si vyhradila právo jmenovat profesory a určovat učební plány. Celá tato série zákonů, jejichž autorem je Afonso Costa, vyvrcholila zákonem o odluce církve a státu, který byl přijat 20. dubna 1911.
Republikáni byli antiklerikální a měli „nepřátelský“ přístup k otázce církevní a státní odluky, jako tomu bylo v případě Francouzské revoluce a budoucí mexické ústavy z roku 1917 a španělské ústavy z roku 1931. Dne 24. května 1911 vydal papež Pius X. encykliku Iamdudum, která odsoudila antiklerikalismus nové republiky za zbavení náboženských občanských svobod a „neuvěřitelnou řadu excesů a zločinů, které byly v Portugalsku uzákoněny za útlak církve."
Republika odrazila roajalistický útok na Chaves v roce 1912.

## Hlavy státu a vlád
První portugalská republika byla nestabilním obdobím v historii Portugalska. V období 16 let (1910–1926) mělo Portugalsko 8 prezidentů republiky, 1 prozatímní vládu, 38 premiérů a 1 ústavní juntu.

### Prezidenti

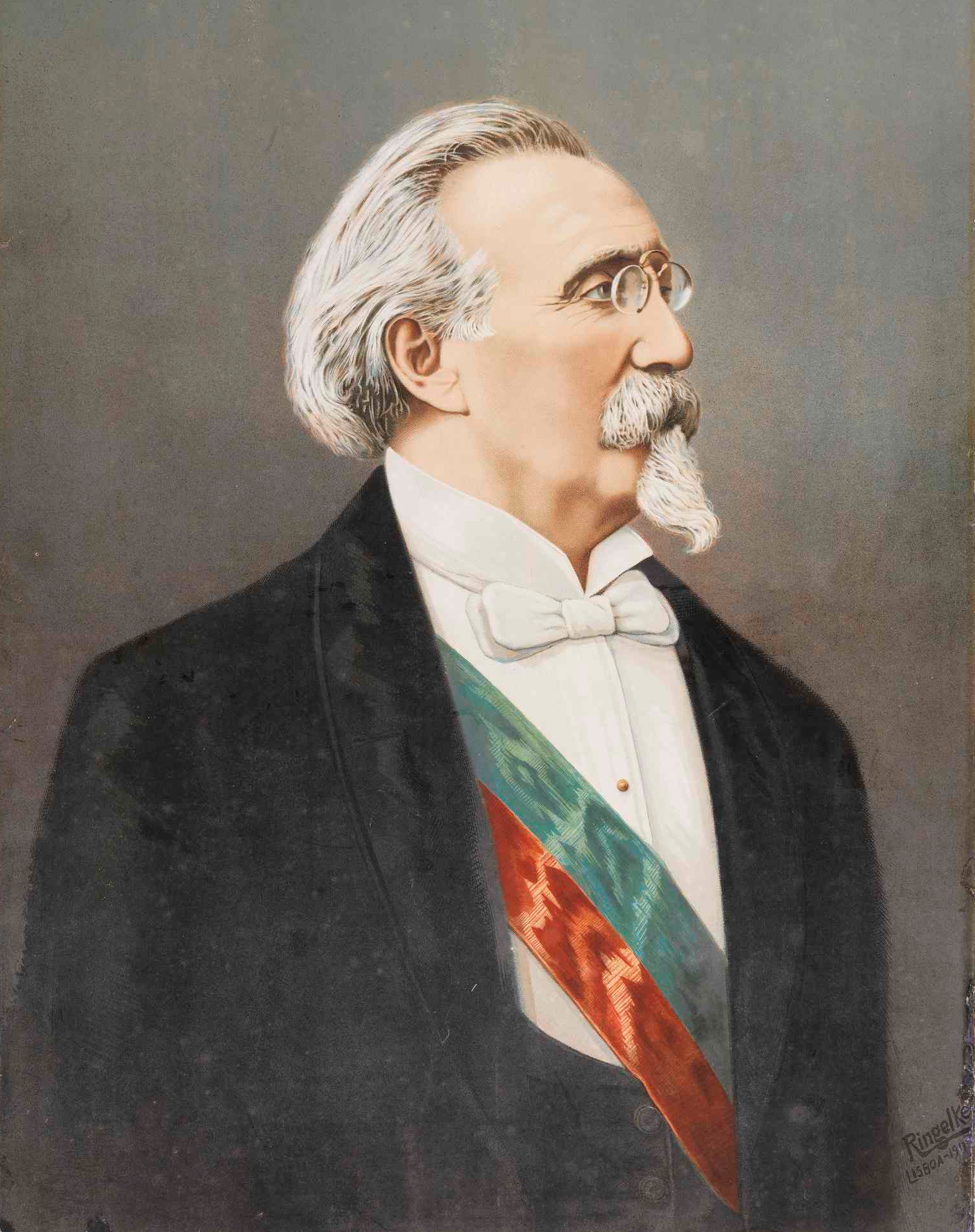
Manuel de Arriaga (1911–1915)
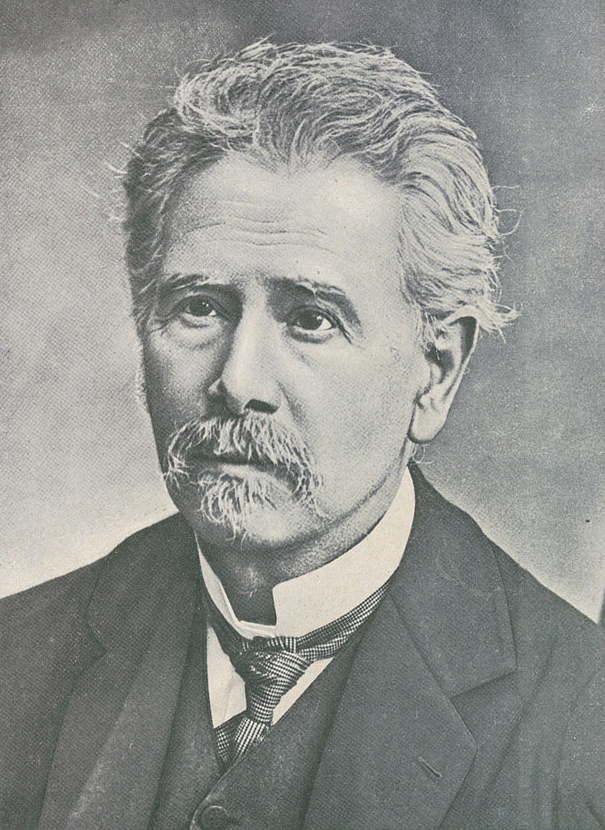
Teófilo Braga (1915)
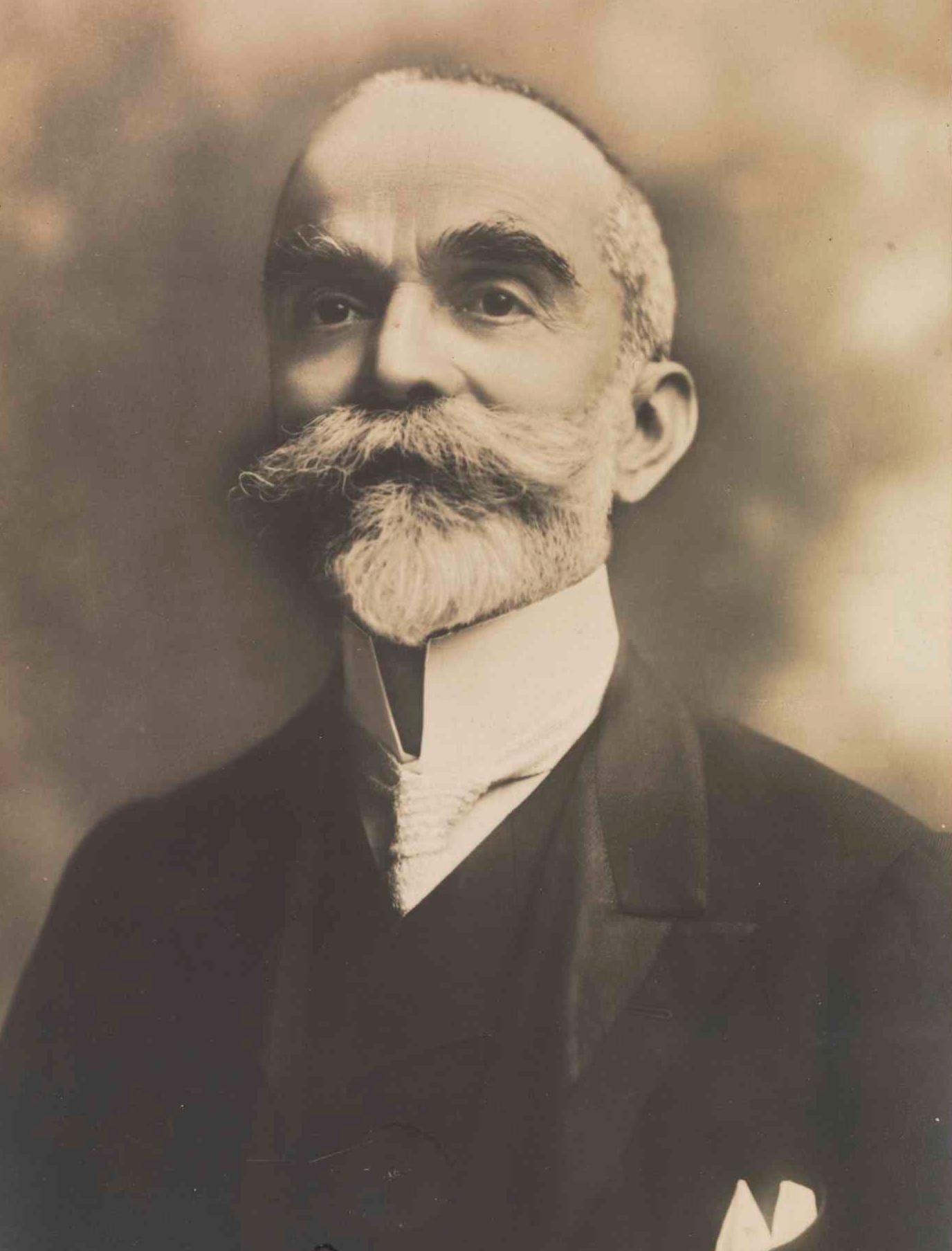
Bernardino Machado (1915–1917; 1925–1926)
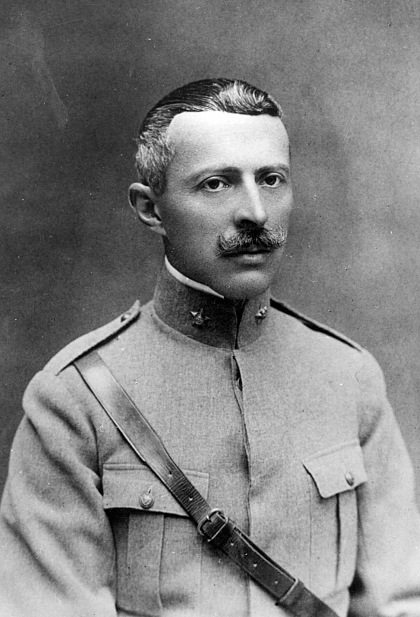
Sidónio Pais (1918)
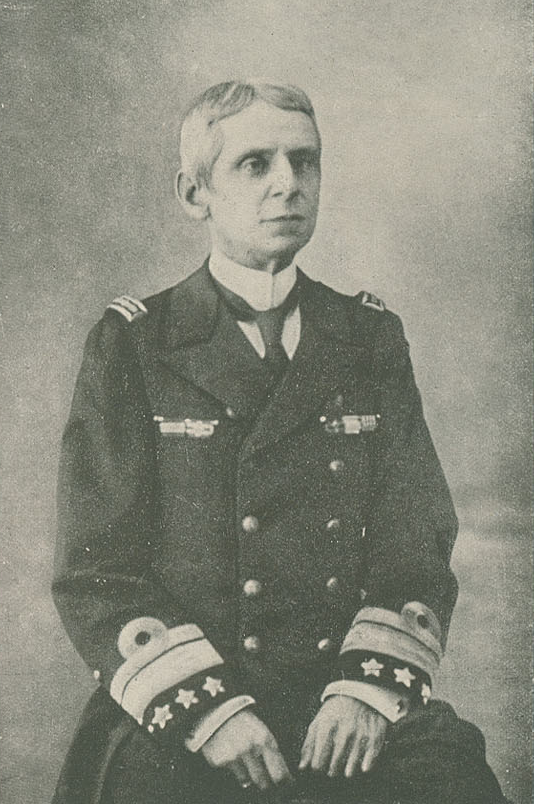
João do Canto e Castro (1918–1919)
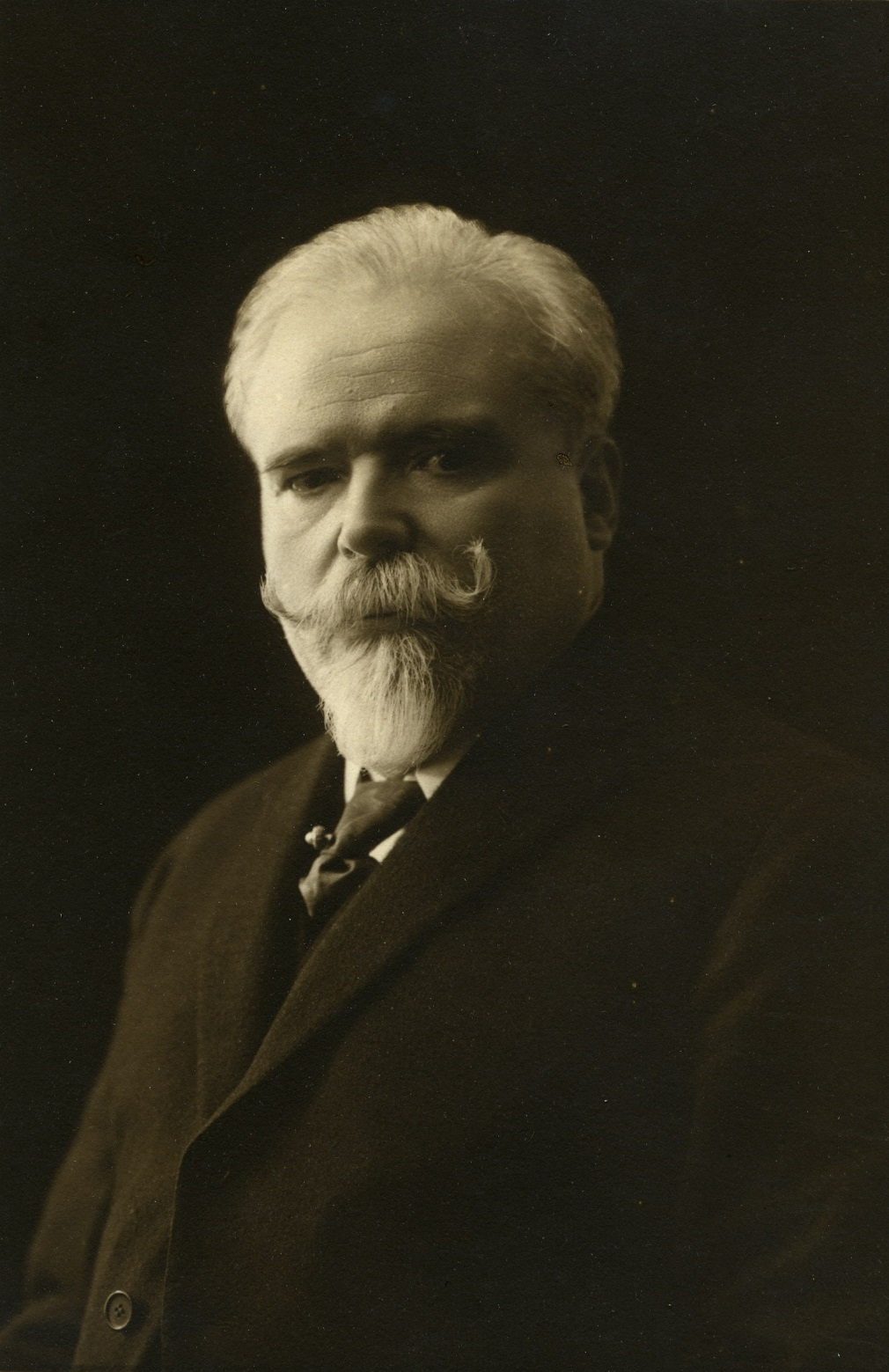
António José de Almeida (1919–1923)
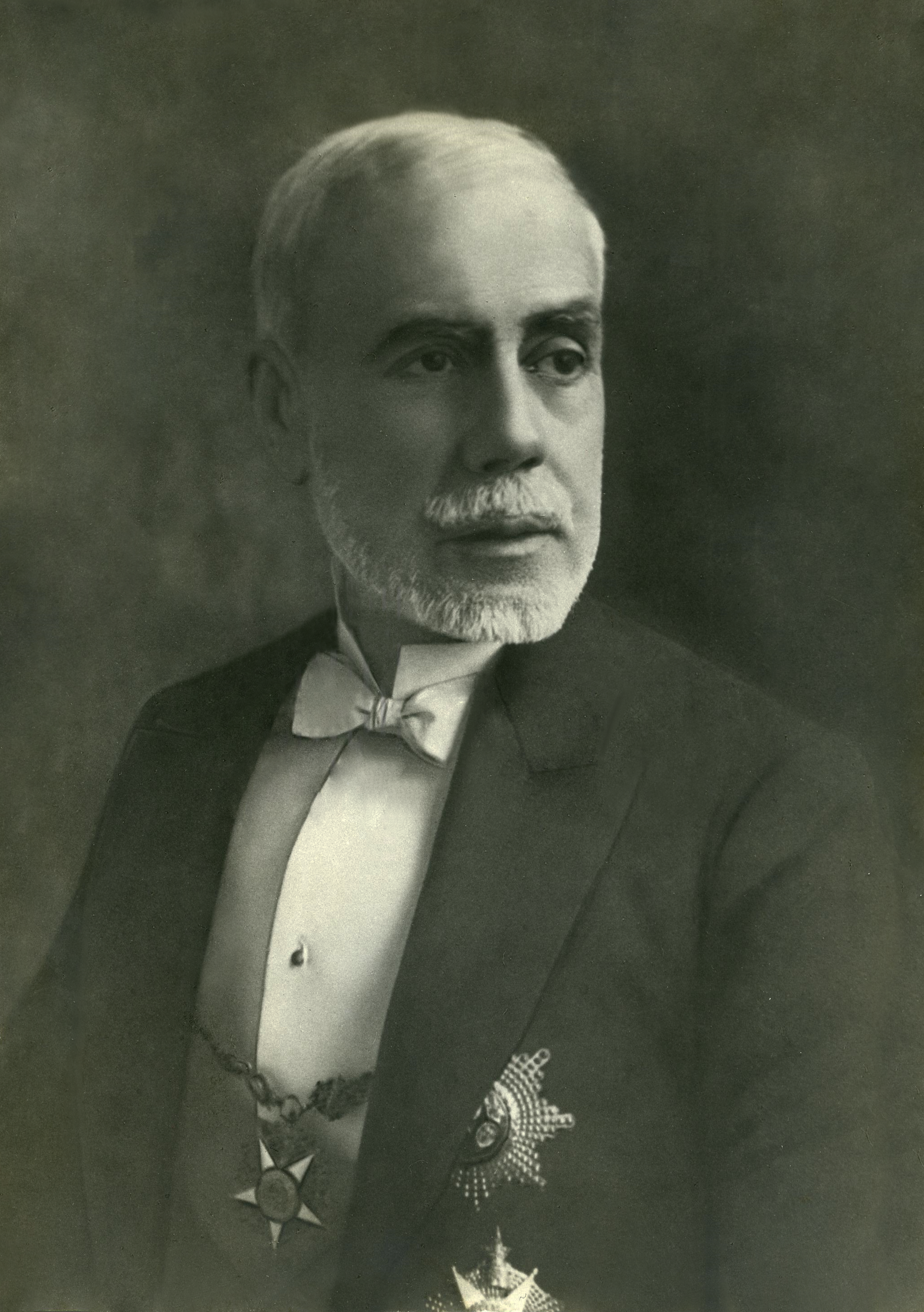
Manuel Teixeira Gomes (1923–1925)

## Hodnocení republikánského experimentu a dědictví
Většina historiků zdůrazňovala selhání a zhroucení republikánského snu do 20. let 20. století. José Miguel Sardica v roce 2011 shrnul konsenzus historiků:
„[…] během několika let se velká část klíčových ekonomických sil, intelektuálů, tvůrců veřejného mínění a středních tříd změnila zleva doprava a vyměnila nenaplněnou utopii rozvíjejícího se a občanského republikánství za pojmy „pořádek“, „stabilita“ a „bezpečnost.“ Pro mnohé, kdo pomáhali, podporovali nebo prostě fandili republice v roce 1910 v naději, že nová politická situace napraví nedostatky monarchie (nestabilitu vlády, finanční krizi, ekonomickou zaostalost a občanskou anomii), je závěr, Ve 20. letech 20. století se ukázalo, že lék na národní neduhy vyžaduje mnohem víc než pouhé sesazení krále […] První republika se zhroutila a zemřela v důsledku konfrontace mezi vzbuzenými nadějemi a skromnými činy.“
Sardica však také poukazuje na trvalé následky republikánského experimentu:
„Navzdory svému celkovému neúspěchu obdařila První republika Portugalsko dvacátého století nepřekonatelným a trvalým dědictvím – obnoveným občanským právem, základem výchovné revoluce, zásadou odluky mezi státem a církví, zámořskou říší (v roce 1975 zanikla) a silnou symbolickou kulturu, jejíž materializace (státní vlajka, státní hymna a pojmenování ulic) stále definují současnou kolektivní identitu Portugalců. Hlavním dědictvím republiky byla skutečně paměť.“